# Cornemuse
Pour les articles homonymes, voir Cornemuse (série télévisée) et Louis Cornemuse.

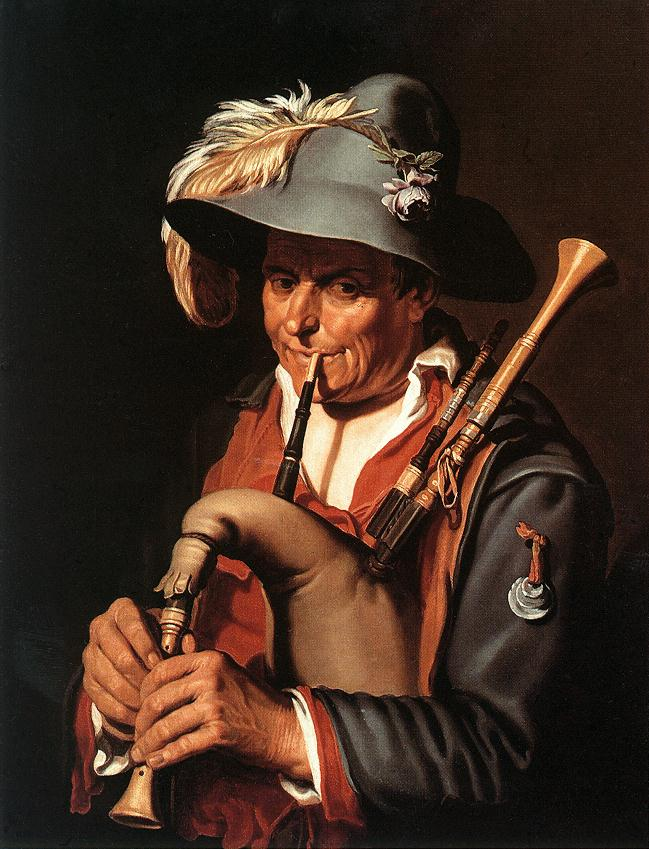
Le Joueur de Cornemuse d'Abraham Bloemaert, XVIIe siècle.

La cornemuse est un instrument de musique à vent et plus particulièrement à anches double . Il en existe plus d'une centaine de types dans le monde. Sa répartition géographique correspond à l'Europe entière, au Caucase, au Maghreb, au golfe Persique et va jusqu'à l'Inde du Nord.

## Histoire

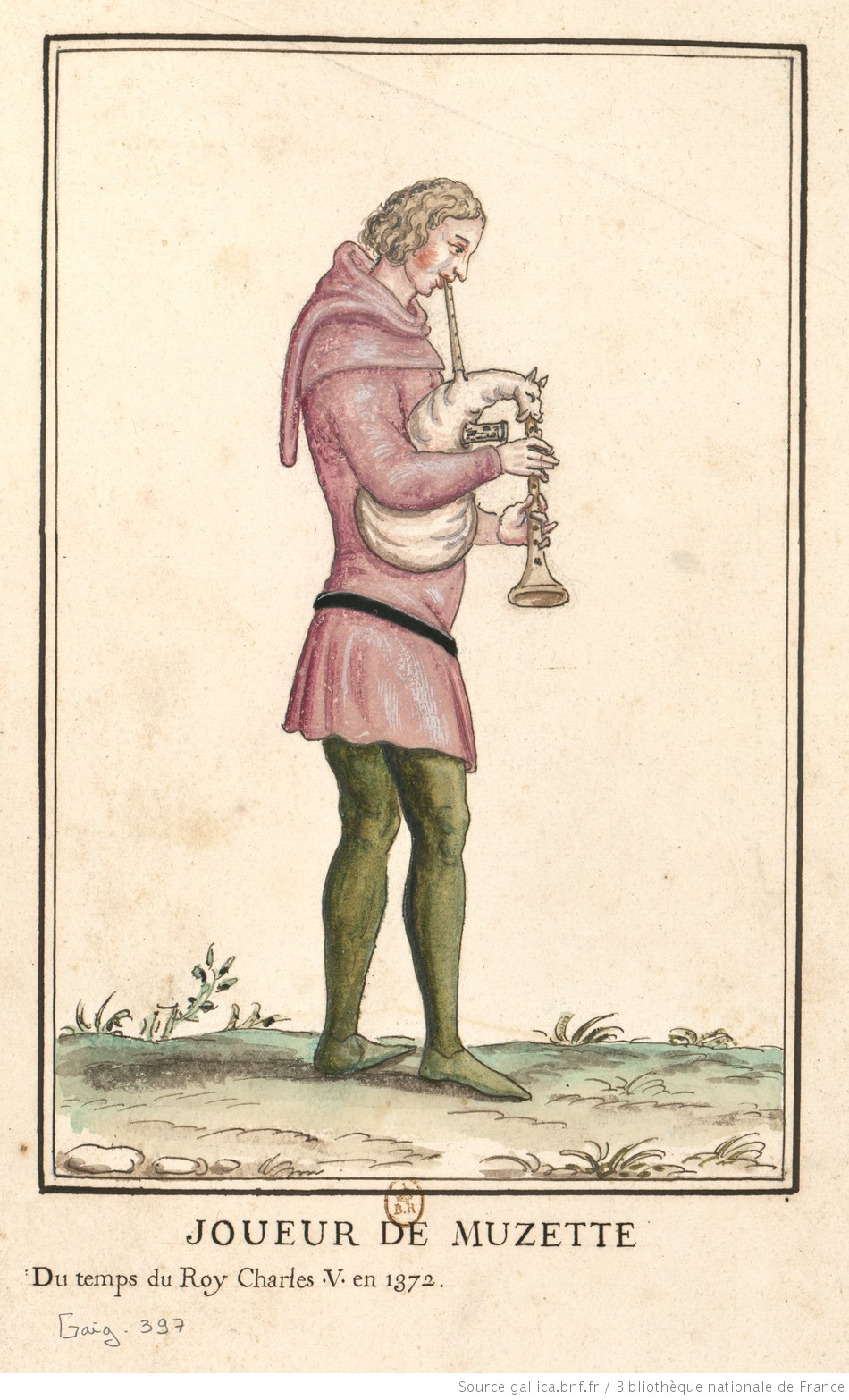
Joueur de musette en 1372

Les origines de la cornemuse sont lointaines et difficiles à déterminer étant donné le peu de preuves archéologiques dont on dispose aujourd'hui. Elle est mentionnée dès l'époque gréco-romaine : les Grecs l'appelaient ἄσκαυλος / áskaulos et chez les Romains elle se nommait tibia utricularis. On suppose que la cornemuse prendrait ses origines en Égypte antique car de nombreuses représentations de chalumeaux doubles, tant chez les Grecs (aulos bicalame, de calamus « roseau en latin ») que chez les Égyptiens montrent l'importance de cet instrument. Des débris de ce dernier ont été retrouvés dans des pyramides égyptiennes datant d'environ 300 ans av. J.-C., Aristophane (≈450-386 av. J.-C.) poète comique d'Athènes s'en moquait déjà. En théorie, il serait arrivé en Europe grâce aux Grecs, puis aux Romains et au commerce avec les peuples de tout le pourtour du bassin méditerranéen. En effet, d'après Procope (fin Ve s. – vers 562), cet instrument aurait été l'instrument de marche des légions romaines. Mais aucun élément matériel, ni aucune autre référence littéraire ne permet de conforter cette théorie au vu du peu de témoignages dont nous disposons.
Rechercher une origine commune entre les différentes cornemuses est aussi hypothétique qu'illusoire ; il est d'ailleurs possible que plusieurs versions de cet instrument aient été créées simultanément dans diverses régions vers la même époque ou à des époques différentes, jusque dans des régions fort éloignées les unes des autres. Il faut établir des regroupements (par exemple le continuum Europe antique-Inde) et essayer d'établir une chronologie d'après les mentions anciennes dans les documents et les découvertes archéologiques.

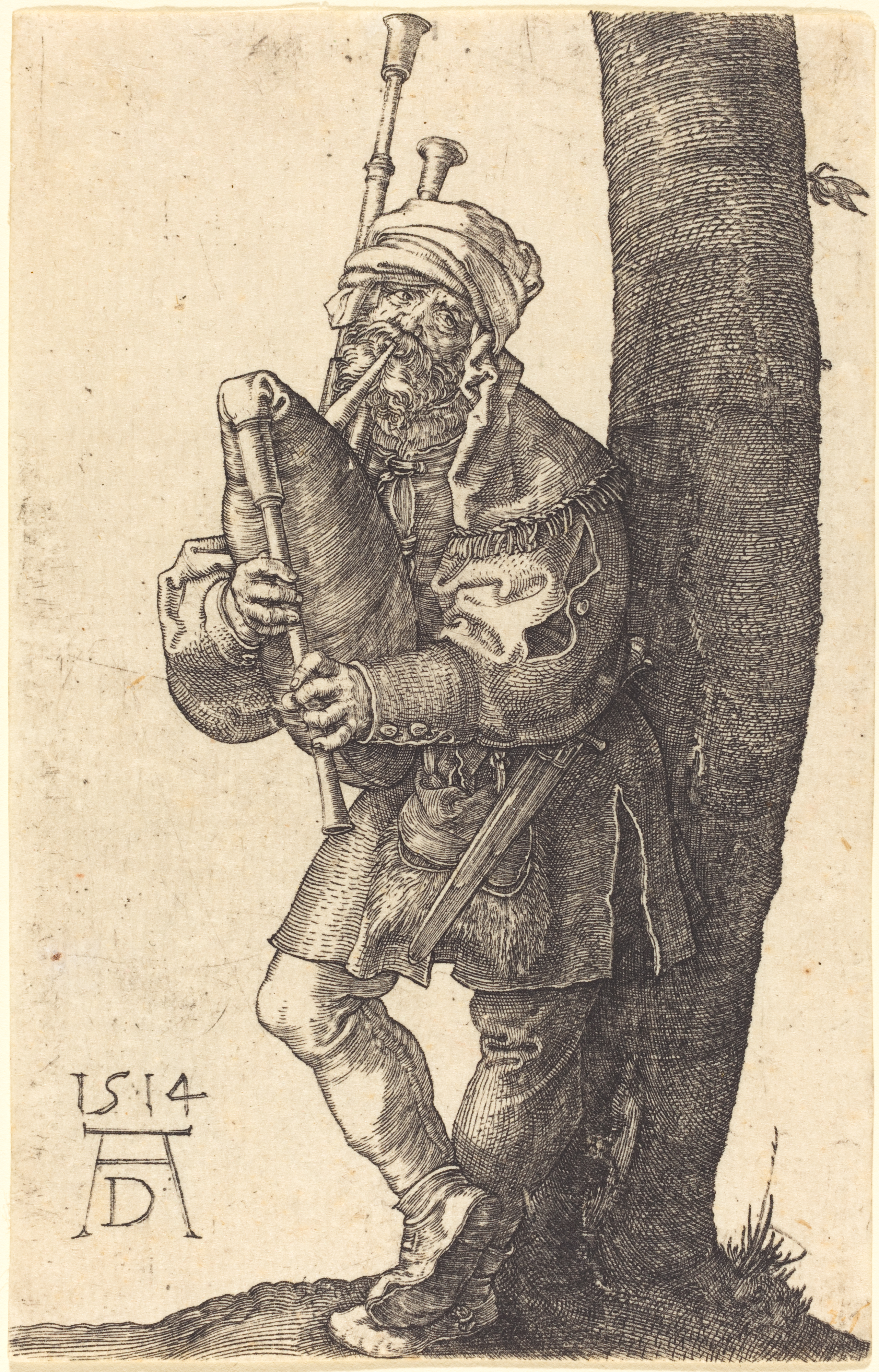
Albrecht Dürer : joueur de cornemuse, gravure sur bois, 1514.

Instrument pastoral à l'origine, elle a développé au cours des siècles un répertoire à part entière qui culmine avec la musique de cour et la musique militaire.
L'adjonction d'un réservoir (poche) à un hautbois à anche double ou à anche simple, constitue l'une des particularités de l'instrument qui permet alors un jeu continu (similaire au souffle continu) et puissant, une autre étant l'adjonction de tuyaux complémentaires à anche simple ou double (semi-mélodique ou bourdon) amplifiant encore la puissance sonore et l'effet polyphonique.
Le joueur de cornemuse est appelé sonneur en France, mais aussi biniaouer en Bretagne. Il est appelé piper en Irlande et en Grande-Bretagne, píobaire en gaëlique irlandais, gaitero en Espagne, gaiteiro au Portugal.

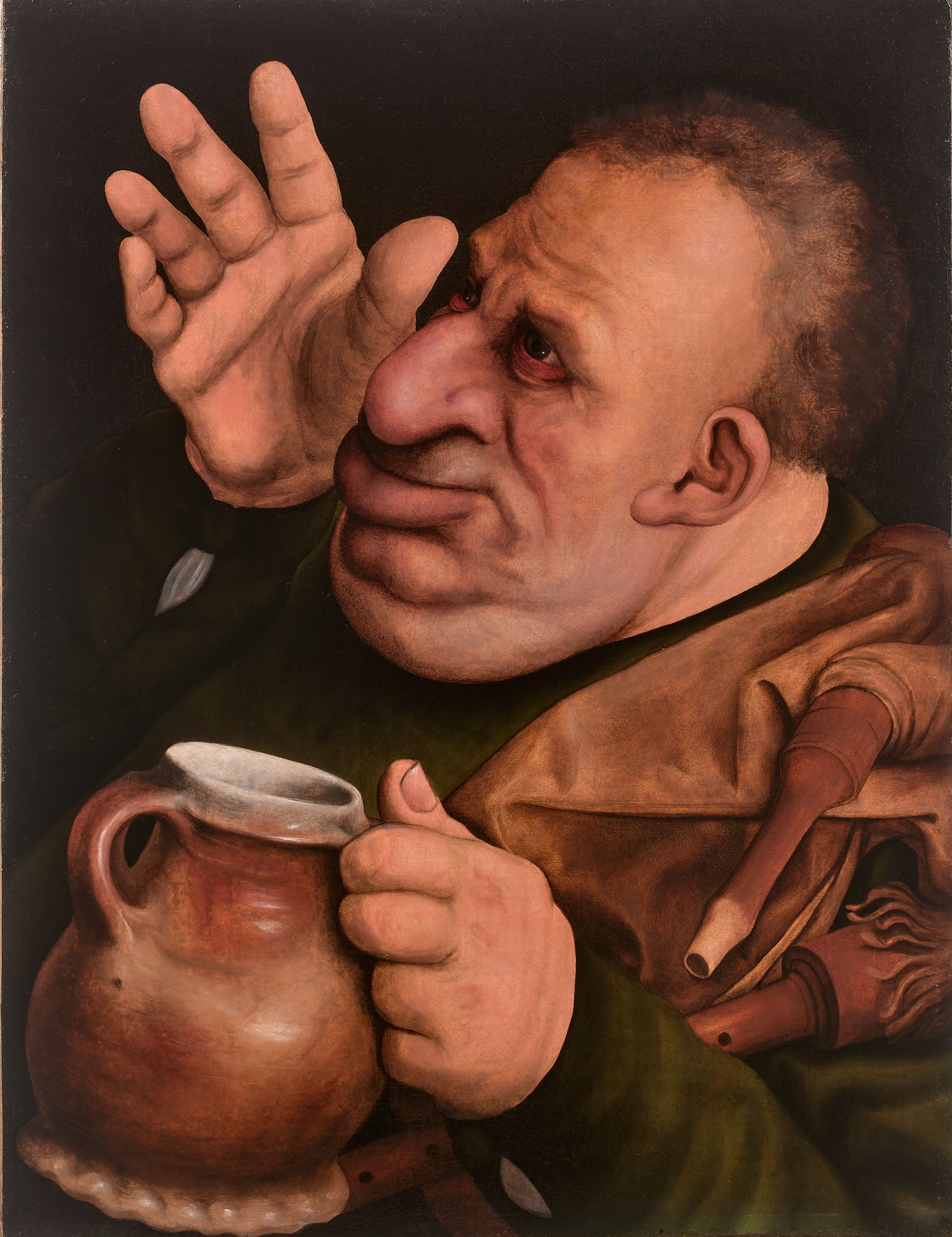
Attribué à Jan Massys, Joueur de cornemuse assoiffé.

## Facture
Elles sont toutes constituées sur la base d'un hautbois à doigté plus ou moins complexe, équipé d'une anche double, et d'un ou plusieurs bourdons, produisant une note tenue, à l'aide d'une anche simple − traditionnellement en roseau − emboutie dans un tuyau à coulisse réglable.
Les instrumentistes des hautbois précurseurs des cornemuses jouent le hautbois directement dans la bouche, en respiration circulaire ; les joues servant de réserve d'air pendant que l'instrumentiste regonfle ses poumons.
Il peut jouer simultanément de deux hautbois, ou d'un bourdon et un hautbois, tous deux directement tenus par les lèvres.
Le sac, initialement dans une peau ou une vessie de bête est une invention permettant au musicien de s'affranchir du souffle continu, et qui a permis de complexifier l'instrument, en y ajoutant d'autres bourdons, hautbois, voire des régulateurs actionnés au poignet.

### Tuyaux et réservoir

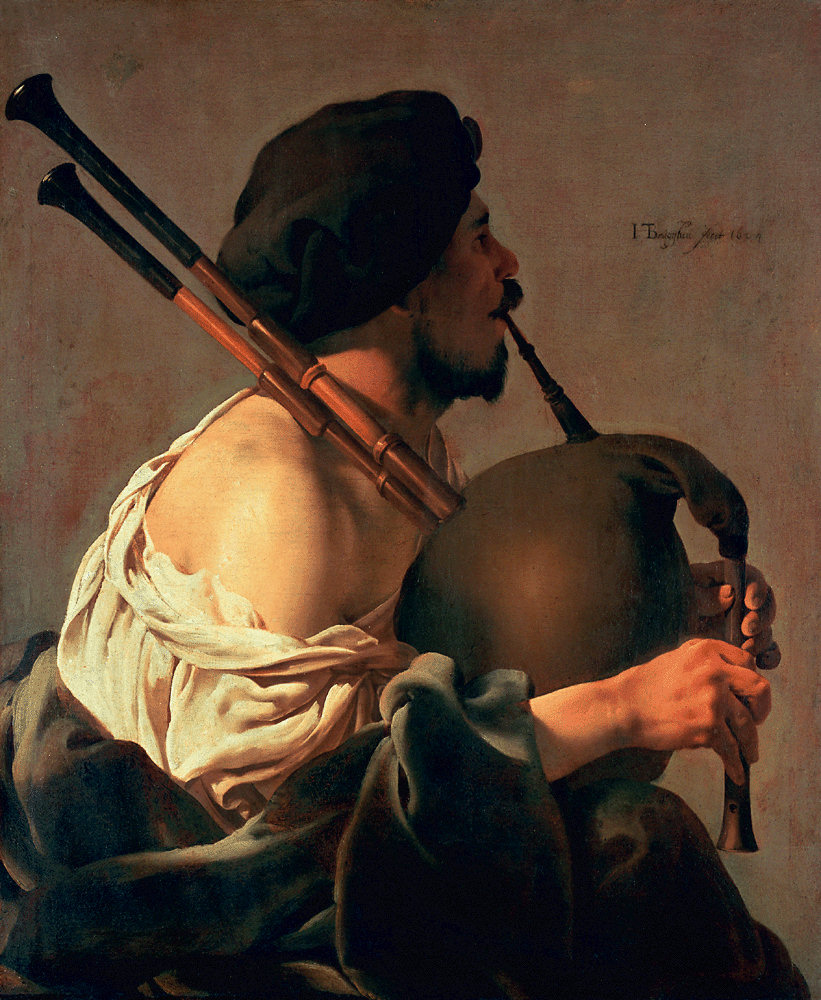
Le joueur de cornemuse (flamande doedelzak), par Hendrik ter Brugghen.

La poche, ou sac, est un réservoir étanche (sac en peau animale ou en Gore-Tex soit encore la combinaison du cuir extérieur et gore-tex intérieur) dans lequel de l'air est insufflé soit par la bouche de l'instrumentiste soit par un soufflet (ce qui est plus rare). L'air contenu dans le réservoir s'échappe ensuite de manière continue vers les tuyaux de bois (ébène, grenadille du Mozambique ou fruitier) souvent formés de segments emboîtés dont l'extrémité interne possède une anche simple ou double qui produit le son. Ces tuyaux sont, ou non, percés de trous de jeu qui, comme sur une flûte, sont fermés ou ouverts par les doigts ou par des clefs (plus rarement), afin de produire la mélodie. Quand ils sont percés de trous, on parle de « tuyaux mélodiques », mais aussi de « tuyaux semi-mélodiques » selon leur rôle dans la production musicale. Un tuyau dépourvu de trou de jeu s'appelle « bourdon », et il donne une note continue de hauteur fixe. Il y a souvent des décorations de passementerie.
Le tuyau mélodique est équipé d'une anche simple battante (une languette vibrante, comme sur la clarinette) ou double (deux languettes vibrantes, comme sur le hautbois). Ce dernier cas est le plus courant en France (sauf pour la boha landaise) d'où son appellation de hautbois. On utilise également les termes de chalumeau, chanterelle, chanter en anglais, levriad en breton… Le terme « pied » est aussi utilisé pour parler du tuyau mélodique mais son usage n'est pas approprié dans tous les cas : le pied est, dans le cas de la cornemuse d'Auvergne (cabrette), l'ensemble « tuyau mélodique et tuyau bourdon » disposés parallèlement l'un à l'autre, ou bien, dans le cas de la musette baroque, c'est le double tuyau mélodique. Le terme pied ne devrait s'appliquer qu'à ces deux seules cornemuses où deux tuyaux parallèles (soit mélodique et bourdon, soit deux mélodiques) peuvent être démontés en un geste car ils sont fixés sur la même pièce de bois, elle-même reliée au réservoir. Dans tous les autres cas, on peut parler de hautbois, si le tuyau est bien muni d'une anche double. Car le tuyau mélodique peut être équipé d'une anche simple (Gaïdas, Boha). Ce cas est très fréquent pour les cornemuses de l'Est de l'Europe, en Suède, en Méditerranée, dans le Caucase, au Proche et Moyen-Orient et jusqu'en Inde (où on joue aussi la cornemuse écossaise laissée par les Britanniques).
Certaines cornemuses sont munies d'un tuyau mélodique qui sert à accompagner et ornementer la mélodie principale, et que l'on appelle tuyau semi-mélodique pour cette raison. Comme le tuyau mélodique, à côté duquel il est la plupart du temps placé (et même, il est souvent percé dans le même bloc de bois), il possède des trous de jeu. La duda (en) hongroise, la boha landaise et la zampogna italienne sont équipées d'un tel tuyau. Il peut y avoir de un à quatre trous (voire cinq plus rarement, sachant que le tuyau mélodique en a toujours plus, c'est-à-dire au moins six et jusqu'à une douzaine sur le northumberland pipe). Les uilleann pipes irlandais, possèdent plusieurs tuyaux semi-mélodiques. Appelés regulators en anglais, régulateurs en français, ils sont au nombre de trois, rarement quatre voire cinq. Ils permettent de réaliser des accords d'accompagnement et sont munis de clefs que l'on actionne avec le poignet de la main droite.
Le nombre de bourdons, ces tuyaux, qui servent aussi à l'accompagnement mais dont on ne modifie pas la note produite, donc l'accord, en cours de jeu, est très variable : de un à quatre, qui sont accordés le plus souvent à l'octave ou deux octaves sous la tonique du tuyau mélodique, mais aussi en quinte ou quarte. La cornemuse écossaise en a trois, certaines cornemuses de Serbie également. Mais toutes les cornemuses n'ont pas forcément un bourdon. C'est le cas par exemple du mezwed tunisien ou de la tsambouna grecque. Mais elles possèdent soit un double tuyau mélodique (deux tuyaux strictement jumeaux, placés côte à côte, les doigts bouchant deux trous à la fois), soit un tuyau semi-mélodique.

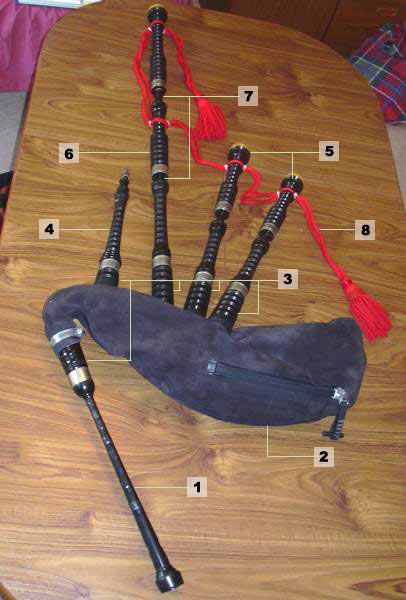
Grande cornemuse d'Écosse

Par exemple, la cornemuse écossaise Great Highland Bagpipe comporte les pièces suivantes (globalement les mêmes sur toutes les cornemuses, dans le principe tout au moins) :
1. tuyau mélodique (chalumeau ou levriad en breton ou chanter en anglais),
2. réservoir d'air (poche),
3. souche (pièce fixée sur la poche où viennent s'enficher les tuyaux),
4. tuyau d'insufflation (appelé aussi porte-vent ou sutell, litt. "sifflet", en breton, ou encore bouffoir, de bouffer = souffler en vieux français, blowpipe en Anglais),
5. bourdons ténors,
6. bourdon basse,
7. coulisse d'accord (on fait coulisser des parties du bourdon pour augmenter ou diminuer la hauteur de la colonne d'air et ainsi obtenir une note juste),
8. cordons de maintien (spécifique à la grande cornemuse d'Écosse).

Le tuyau d'insufflation est muni d'un clapet anti-retour (soupape), permettant à l'air introduit dans le réservoir de ne pas en ressortir.
Toutes les cornemuses ont au moins un tuyau mélodique, pour jouer la mélodie. La différence se fait sur la présence et le nombre de bourdons, la présence et le nombre de tuyaux semi-mélodiques, la présence d'un tuyau d'insufflation ou d'un soufflet.
Sur le réservoir sont fixées une ou plusieurs souches, ligaturées de manière étanche. Dans les souches, on vient introduire les tuyaux de jeu. les souches servent d'intermédiaire entre le réservoir et le tuyau : on peut ainsi détacher les tuyaux pour accorder les anches sans devoir tout défaire. Sur la "grande cornemuse d'Écosse" il y a une souche par tuyau de jeu alors que sur d'autres cornemuses, comme la zampogna, il peut y avoir une souche commune à plusieurs tuyaux. Dans certains cas (cornemuse de Turquie par exemple), le tuyau d'insufflation est raccordé directement, sans souche.
Le réservoir ou poche, ou sac, est généralement fait à partir d'une peau animale presque entière, telle que la chèvre (qui a donné son nom à l'instrument comme c'est le cas pour la cabrette auvergnate ou la koza polonaise) ou le chien (anciennement pour le biniou kozh). Il est aussi fait dans une pièce de cuir bovin ou ovin (ce qui est le cas dans presque toute l'Europe occidentale). Pour garantir l'étanchéité, cette peau est travaillée de différentes manières. Dans le cas de la peau de chèvre, il est fréquent que les poils qui ont été coupés court soient conservés à l'intérieur et enduits de sel qui absorbera l'humidité du souffle. Dans le cas de l'utilisation d'une pièce de cuir bovin ou ovin cousue, la surface intérieure est enduite d'une préparation à base de poix ou d'un produit adapté qui en assurent l'étanchéité et absorbent la condensation due au souffle (insufflation buccale). D'autres réservoirs encore peuvent être constituées d'une vessie (celles que l'on trouve dans la région de la Volga en Russie, par exemple). Les poches les plus récentes ont une poche en matériau synthétique : gore-tex, ou en composite gore tex + cuir à l'extérieur en fonction des souhaits des musiciens. Les réservoirs en synthétique doivent être munis d'un système de récupération de la condensation due au souffle du musicien. Le caoutchouc a été abandonné car il vieillissait très mal et gardait l'humidité, nuisible aux anches et à l'hygiène bactérienne interne. Souvent, on glisse le réservoir dans un tissu que l'on appelle la robe ou la housse.

### Anches
Les tuyaux sonnants de la cornemuse fonctionnent grâce à une anche qu'il est (parfois) nécessaire de mouiller quelques minutes avant de pouvoir jouer. Selon le type de cornemuse, on trouve des anches simples sur le tuyau mélodique et le ou les bourdons, comme sur le koziol polonais ; ou bien des anches doubles (par ex. certaines zampogna italiennes et la musette baroque). D'autres cornemuses, la plupart même, fonctionnent avec une anche double pour le tuyau mélodique, de perce conique, et une anche simple pour le ou les bourdons, de perce cylindrique. C'est le cas par ex. de la bagpipe, du sac de gemecs catalan, de la veuze nantaise, de la cabrette auvergnate, etc.

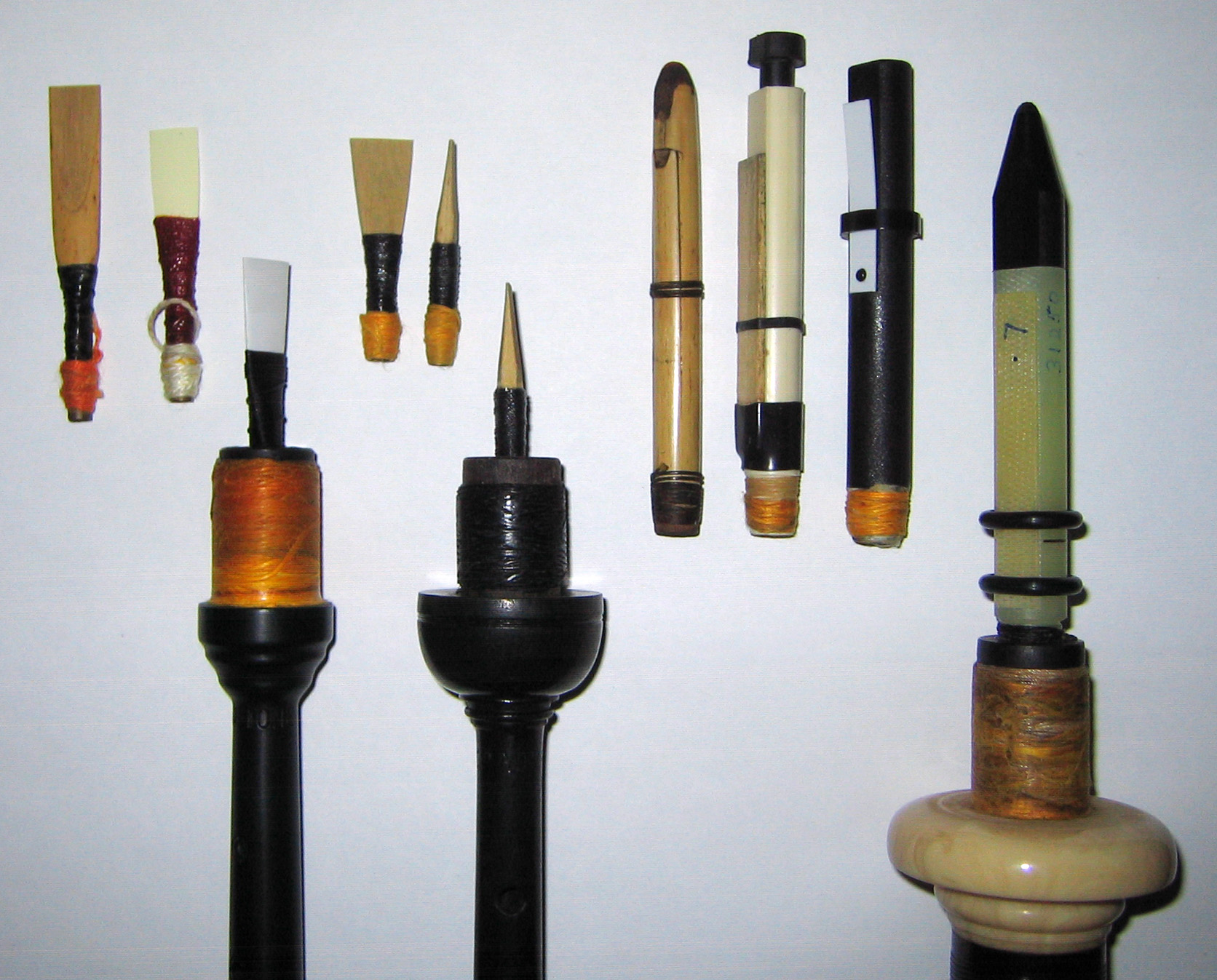
Anches doubles (à gauche) et simples (à droite).

#### Les anches simples
Elles sont constituées d'une section de roseau (Canne de Provence), fermée à une extrémité et fendue de sorte à dégager une lamelle qui est la partie vibrante, la longueur et le diamètre de l'anche donnent la hauteur de son. C'est sur ces paramètres qu'il faudra jouer pour accorder l'anche au moyen d'une bride en fil poissé qui permet de varier la longueur de la lamelle vibrante et donc hauteur de son et puissance sonore.
Parfois la lamelle est faite dans une autre matière (comme du bronze sur la musette Béchonnet) et elle est alors liée par de la filasse ou du fil de chanvre poissé et enduit de poix sur le tube sur lequel on a pratiqué au préalable un orifice rectangulaire correspondant à la lamelle.
Il existe sur le marché spécialisé, depuis une quinzaine d'années, un nombre important d'anches simples en matériaux synthétiques tels que ABS, avec lamelle en fibre de carbone, fibre de verre, polycarbonate ou même roseau (anches composites). Joseph Béchonnet, créateur de la musette du même nom au XIXe siècle invente la première anche simple composite : corps en ébène creusé et lamelle en bronze comme sur un accordéon ou un harmonica.
L'anche est enfoncée dans un siège à l'extrémité du tuyau de jeu, mélodique (lamelle vers le haut) ou bourdon (lamelle vers le bas). L'air fait vibrer la lamelle en s'engouffrant dans l'anche, puis dans le tuyau, et le tuyau se met à sonner.
L'anche simple est analogue à celles de la clarinette et du saxophone.

#### Les anches doubles
Elles sont constituées (comme l'anche d'un hautbois) de deux lamelles de roseau trapézoïdales, affinées (grattées) sur la partie la plus large, et déposées sur un petit tube (le canon, que l'on enfoncera dans son siège au bout du tuyau), et tenues l'une contre l'autre avec du fil, de matière naturelle (lin, coton) ou synthétique, qui est ensuite verni afin de fixer les lamelles, ce qui permet aussi de les accorder (car plus on recouvre les lamelles, plus on raccourcit la surface vibrante et inversement). Il y a aussi, dans le cas des anches plus complexes (et plus récentes), une petite barrette de laiton, qui sert à accorder, et qui s'appelle la rasette (Uilleann pipes), par ailleurs, sur les Small pipes en général, une bride en fil de laiton permet de régler l'ouverture des lamelles de l'anche double, (à l'instar du hautbois classique), cela permettant de modifier la puissance sonore et la hauteur de son
Le canon est garni de fil ou de liège pour ajuster l'anche dans son siège sur le tuyau sonore.
Les anches doubles sont aussi utilisées par le basson, la chalémie, le hautbois, la bombarde, ou encore le cor anglais.

## Jeu
La cornemuse se joue généralement debout car elle demande la pleine capacité des poumons, sauf les modèles à soufflet, qui se jouent assis. S'il suffit d'insuffler le sac pour qu'un son sorte aussitôt par les tuyaux sonnants, il est absolument nécessaire, pour des raisons de stabilité et de tenue de la tonalité, que la poche soit mise à pleine pression afin de procéder à l'accord de l'instrument. Une fois la poche gonflée on peut reprendre une inspiration (parfois certains chantent) car c'est le bras qui sert de régulateur de pression (on souffle donc par alternance), cela permet donc d'avoir un son continu et puissant, le processus de fonctionnement est le même sur un instrument alimenté au moyen d'un soufflet (Northumbrian pipes, uilleann pipes, cabrette, etc.).
La poche permet aussi d'augmenter la pression en cas de passage à l'octave supérieure si le type de cornemuse le permet (par exemple : Uilleann pipe, Cabrette, Musette du centre France, Gaïtas, etc.).
Elle se joue en solo, en couple avec une bombarde, une clarinette, une vielle ou un accordéon (Centre de la France, Cabrette) en formation de cornemuses, en pipe band (Écosse) ou encore en bagad (Bretagne) accompagnée de bombardes. On y joue tout autant des danses que de la musique militaire ou religieuse, etc.
D'autres cornemuses moins puissantes, telles que la musette de cour ou les uilleann pipes se jouent comme un autre instrument, en solo ou en groupe.
- The City Of Auckland Pipe Band interprétant  Amazing Grace pendant le festival interceltique de Lorient en 2016
- Le bagad Glaziked Pouldregad marchant lors du festival des Filets bleus en 2015.
- border pipe.
- Cornemuse de Pologne.

Suivant les cornemuses, le jeu est dit "ouvert" (on lève un doigt de plus pour chaque nouvelle note supérieure), "semi-ouvert" comme sur la cornemuse écossaise (on lève des doigts et on en abaisse d'autres pour obtenir la note juste), "fermé" comme sur le Northumbrian Small Pipes (tous les doigts restent posés, on lève le doigt correspondant à la note voulue).
La réserve d'air produisant un son continu, sauf pour certains chalumeaux fermés à l'extrémité (cornemuse du Northumberland) ou qu'on joue posés sur la cuisse (uilleann pipes, qui possèdent une clé destinée à fermer ou ouvrir la pression de l'air sur les bourdons et un STOP pour couper l'air sur l'anche du chanter ou hautbois), il est impossible de détacher les notes par des coups de langue.
Le musicien ne peut utiliser que le jeu de ses doigts pour détacher les notes, soit en staccato (Uilleann pipes, Northumbrian small pipes), ou au moyen d'ornementations, comprenant une, voire plusieurs notes rapides, plus aigües ou plus graves que la note mélodique,
certaines étant d'une extrême complexité comme les Crunluath (7 notes à la suite) dans les Pìobaireachd... (musique originelle de la grande cornemuse écossaise, prononcer pibroch comme le son CH en langue Allemande), la technique de doigté peut donc être très complexe afin de donner de l'expression et du rythme à l'air exécuté sur le hautbois.
L'instrument peut aussi permettre d'utiliser le glissando (ouverture progressive d'un trou en glissant le doigt, vers une note plus aigüe) le vibrato ou le trémolo afin de colorer le morceau de musique.

## Liste de cornemuses
Il n'y a pas de nom ancien pour désigner les cornemuses qui soit commun à toutes les langues appartenant à des familles linguistiques différentes, ni même au sein de la même famille linguistique, voire à l'intérieur d'un même groupe de dialectes. On se borne à noter que le vocable grec gaïda est utilisé aussi bien en Grèce, qu'en Bulgarie, Serbie, Macédoine, Albanie. Il est issu du terme αἰγίδιον (aigídion) « chèvre » en grec ancien (grec moderne gida, γίδα). On constate également qu'il existe des dénominations proches jusque dans la péninsule ibérique gaita et l'Afrique du Nord lghida, ghita, ghiata, dans certains cas, mots sans doute issus du grec, mais qui, dans le cas des langues de la péninsule ibérique, a été renforcé par le gotique 𐌲𐌰𐌹𐍄𐍃 (gaits) « chèvre » (cf. anglais goat ; ancien haut allemand geiz ; vieux norrois geit). Il n'existe aucun mot connu en celtique commun pour désigner la cornemuse, ni même en gaulois, ni en brittonique et ni en gaëlique, signe que cet instrument est parvenu tardivement dans les pays de langues celtiques.

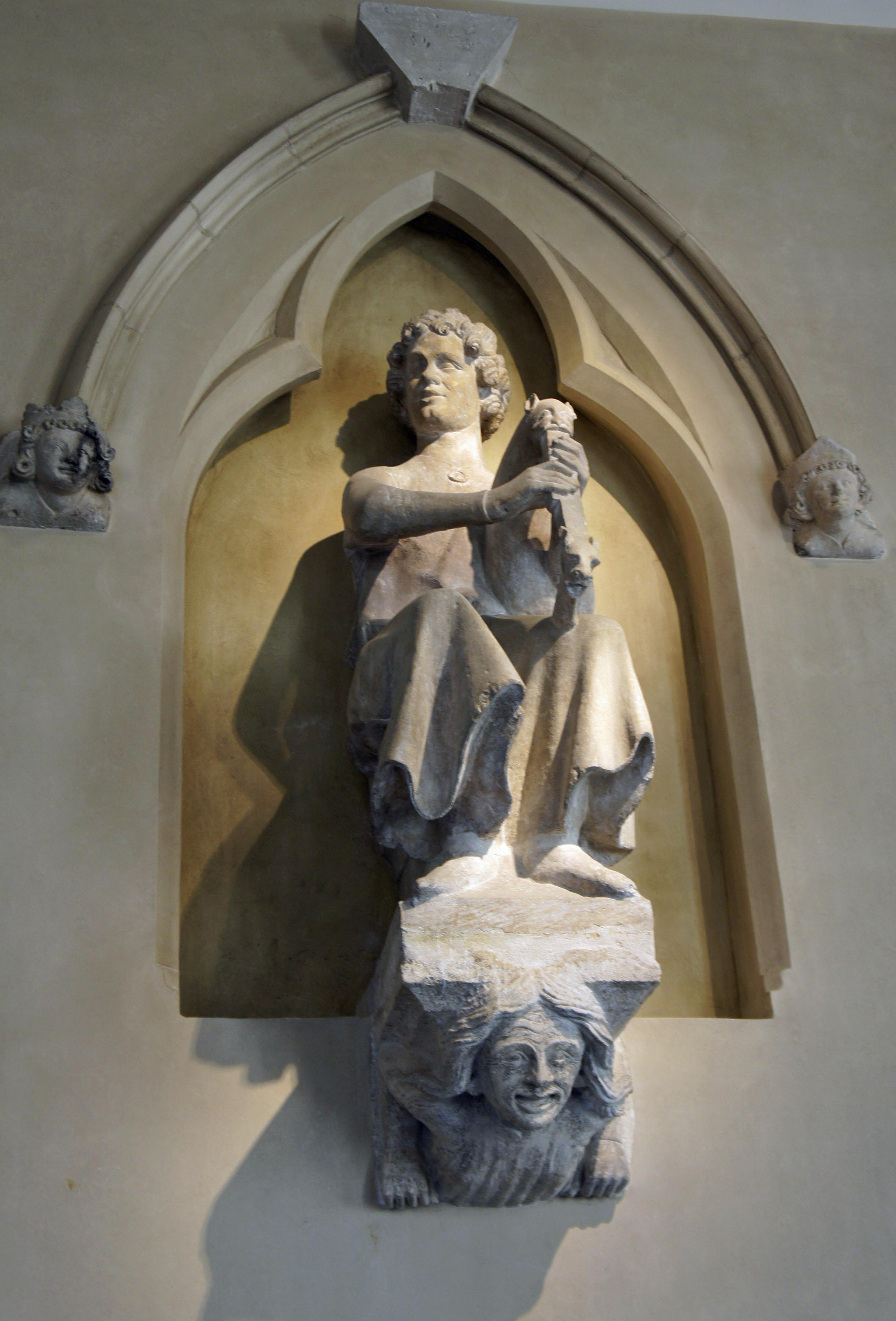
Joueur de chevrette, Maison des Musiciens de Reims, XIIIe siècle.

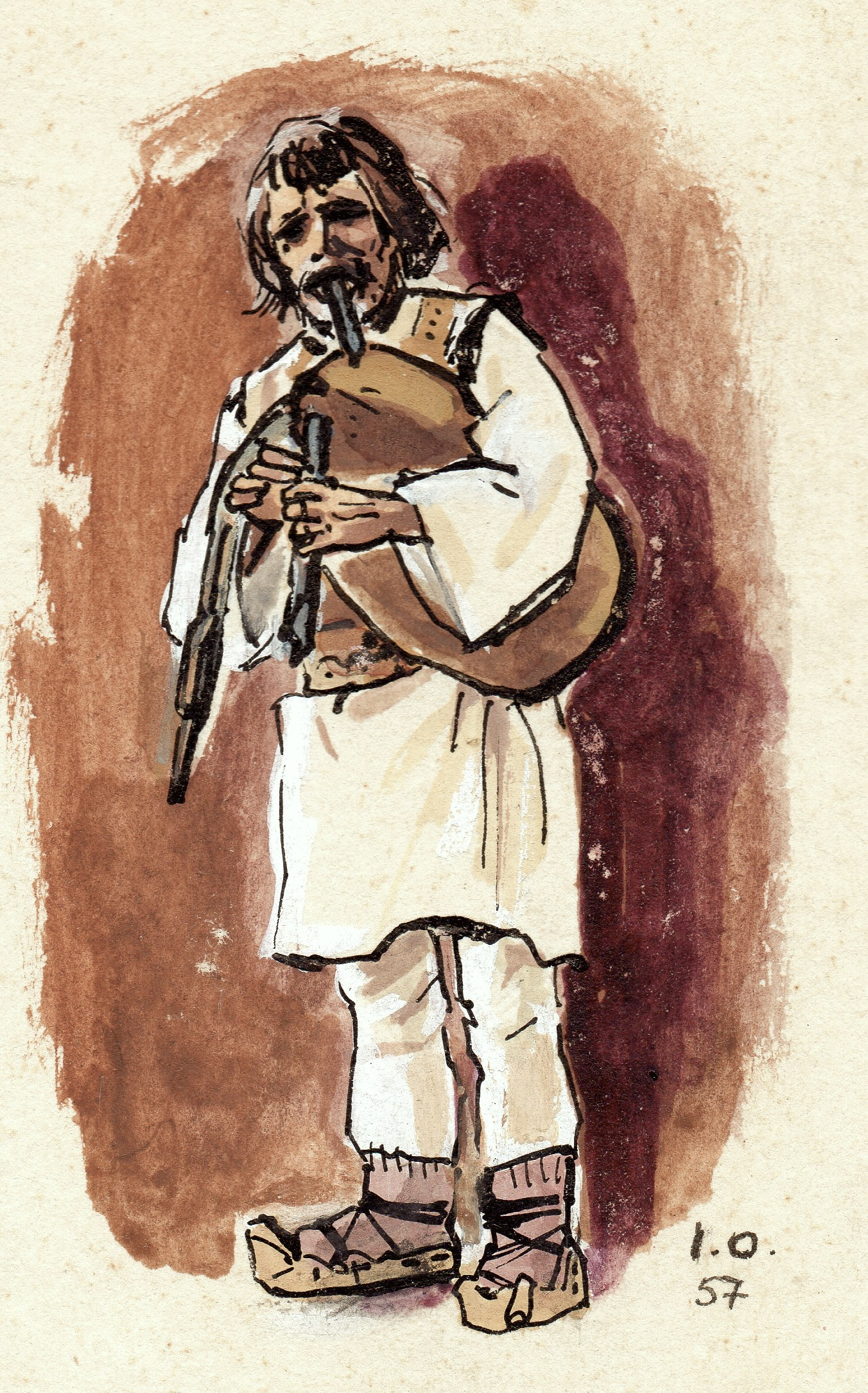
Gheorghe Musuleac, joueur de cornemuse (cimpoi) roumain.

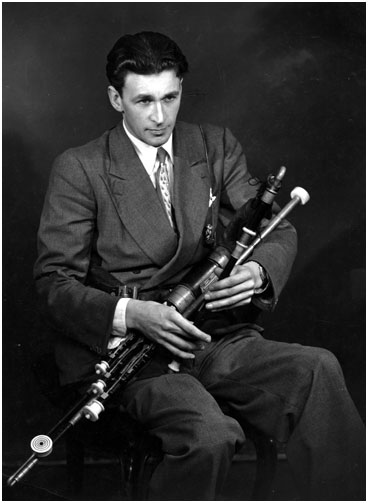
Seamus Ennis, joueur de cornemuse irlandaise.

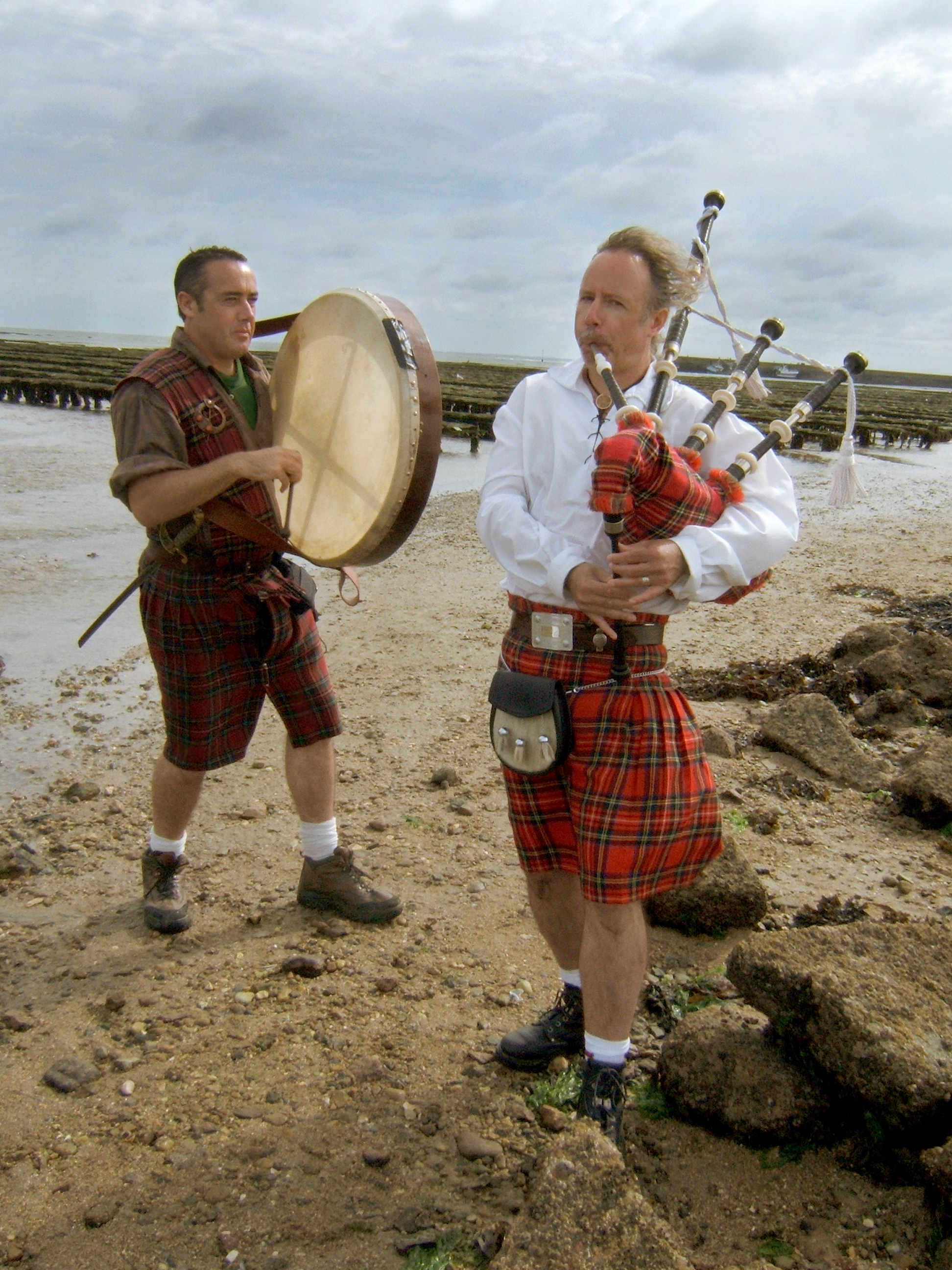
Joueur de cornemuse et joueur de bodhrán de Tatihou.

### Afrique du Nord
- Ghita n tilout (lɣida n teylut en Kabyle[3]), algérienne
- Mezoued, tunisienne et libyenne.
- Ghiata marocaine

### Balkans, Europe du Sud et Anatolie
- Askomadoura, crétoise, proche de la tsambouna ;
- Cimpoi (ro) en Roumanie et Moldavie ;
- Gaida en Bulgarie, Serbie, Macédoine, Albanie et Grèce : le sac est constitué d'une peau de chèvre, bourdons et hautbois étant montés à l'emplacement des pattes et du cou de l'animal, d'ailleurs le nom de gaïda est issu du terme αἰγίδιον (aigídion) « chèvre » en grec ancien (grec moderne gida, γίδα).
- Karamunxia ou karamoussa, d'Italie et de Crète ;
- Tsambouna grecque (même étymologie que le Chiboni caucasien, le Cimpoi roumain, la Zampogna italienne : du grec antique symphonia) ;
- Tulum, propre à la région du Nord-Est de la Turquie ;
- Zaqq, maltaise.

### Pays du Caucase
- Chiboni, Gudastviri, Stviri, Tulumi, géorgienne ;
- Parkapzuk, Tïk, arménienne.

### Belgique
- Doedelzak, aussi appelée pijpzak (Flandre française et belge) que l'on retrouve sur les représentations de Pieter Brueghel le Jeune ; c'est une cornemuse très proche de la musette du centre de la France ;
- Muchosa ou muzosac, muchosac ou muchafou (en néerlandais Moezelzak), cornemuse belge du pays des Collines, Hainaut (Wallonie)[4].

### France
- Bodega : Languedoc (Aude, Haute-Garonne, Hérault, Tarn, Gard)
- Boha (landaise) /buho/, la cornemuse traditionnelle de la Grande Lande en Gascogne ;
- Bousine (normande), petite cornemuse sans bourdon du Sud de la Normandie, arrivée d'Islande au XIIIe siècle, elle a disparu à la fin du XIXe siècle.
- Cabrette (auvergnate), apparue au XIXe siècle dans la communauté auvergnate de Paris et qui s'est rapidement répandue en Haute Auvergne et Aubrac ; elle comporte un tuyau mélodique et un tuyau d'accompagnement, mais ce dernier n'est pas toujours fonctionnel ;
- Musette du centre ; cornemuse d'usage courant dans le Berry, Bourbonnais (Les grandes bourbonnaises chantées par George Sand), Nivernais et Morvan et plus généralement dans le centre de la France. Reconstruite à partir d'anciens modèles conservés dans les musées ou les familles des anciens musiciens. Couramment dans la tonalité sol do ;(16 pouces). Il en existe aussi en la /ré (14 pouces) et en do aigu (11 pouces). Il existe aussi  la cornemuse dite "grande bourbonnaise" ou "grande nivernaise" en 18 pouces (fa sib), 23 pouces (sol do grave) et la "20 pouces" créée par Bernard Blanc, pour jouer avec les vielles en ré, tonalité principale de cette région.
- Doedelzak, flamande, en Flandre française (région de Lille à Dunkerque environ) ;
- Chabrette (limousine et périgourdine) ; dites cornemuses à miroirs.
- La grande nivernaise (Bourgogne), « Il y avait au siècle dernier à Saint-Pierre le Moûtier, dans le Nivernais, des fabricants de grosses cornemuses (...) qui excellaient dans les incrustations d'étain et de plomb dont ils chargeaient les chalumeaux en bois de poirier. Un détail assez curieux, c'est que les fleurs de lys qui formaient la base de cette décoration ne cessèrent jamais d'affecter la forme qu'elles avaient au XVIe siècle. » Eugène de Bricqueville, 1895.
- Haute loure (normande), à haut bourdon, l'une des plus anciennes représentations étant celle du sonneur de la tourelle de l'hôtel de Bourgtheroulde de Rouen, sculpté vers 1502 (détruit en 1944 par les bombardements américains), disparue à la fin du XIXe ou au tout début du XXe siècle ;
- Loure (normande), figurée dans les anciens manuscrits, en peinture ou dans la sculpture religieuse, elle disparut au XVIIIe siècle.
- Muse à Brassi, Cornemuse de Thiérache (Picardie).[réf. nécessaire]
- Musette Béchonnet (Auvergne), Joseph Béchonnet, de la commune d'Effiat dans le nord du Puy-de-Dôme fabriqua dès le milieu du XIXe siècle, des cornemuses à soufflet (ou à bouche), proches de la musette du centre mais ayant la caractéristique, de posséder dans le boîtier, un bourdon supplémentaire (dit petit bourdon) à l'octave supérieure de la note tonale. Son aire de jeu est le nord du Puy-de-Dôme et le sud de l'Allier. Dans le Charolais et le Brionnais, les chercheurs du GRETT ont découvert que la pratique de la cornemuse a perduré jusqu'en 1931. Ils ont recensé à ce jour une dizaine de cornemuseux locaux, jouant sur des instruments à soufflet de type Béchonnet ;
- Musette bressane (Bourgogne), petite cornemuse à soufflet, hautbois en Si bémol et deux bourdons (petit bourdon parallèle au hautbois sur un même boîtier). On en a retrouvé plusieurs exemplaires, dont un en parfait état, signé Lutaud 1852, conservé au musée des Ursulines à Mâcon.
- Musette de cour (utilisée aux XVIIe et XVIIIe siècles en France, cette cornemuse à soufflet a la caractéristique de posséder deux hautbois, pour faire deux mélodies simultanées, et neuf bourdons accordables. Elle était faite en ivoire, son sac était en soie brodée de fils d'argent ; son usage restait l'apanage des nobles, amateurs de 'bergeries'.
- Panse d'oueille, ou pis d'chieuv' (Bourgogne), Dans le sud du Morvan et le Nivernais, l'association Lai Pouèlée a effectué un inventaire des musiciens et instruments. Les cornemuses retrouvées, de type musette du Centre, ne sont pas de facture locale. La pratique est restée vivante jusque dans les années 1950.
- Muchosa (Muchosac, Muzosa), Pipasso (Piposa, Piposo), Mouchafou, Cornefou, Pipeausac ou cornemuse picarde , instrument de berger en sib, elle est toujours jouée actuellement.
- Sac de gemecs instrument traditionnel des cobles du Roussillon (voir ci-dessous péninsule ibérique : Catalogne).
- Binioù kozh (breton, nom masculin), littéralement « ancienne cornemuse », l'une des cornemuses les plus aiguës ; accordage généralement en si bémol depuis que le succès des bagadou a standardisé les bombardes, une octave au-dessus de celle du biniou bras. On trouve aussi des biniou kozh accordés traditionnellement en sol, la, si naturel et do. Il se distingue du Binioù bras ou pib veur (nom traduit du gaélique pìob mhòr)[5], littéralement « grande cornemuse », qui est l'adaptation dans la première moitié du XXe siècle du Great Highland Bagpipe écossais, avec un jeu très proche ; accordage en si bémol.
- Veuze/veze (instrument de Haute-Bretagne, du pays nantais et du marais breton / poitevin à anche double non pincée).

### Italie
- Baghèt (en), une des cornemuses italiennes venant des vallées de Bergame ;
- Cornette, de l'Italie méridionale ;
- Karamunxia ou karamoussa, d'Italie et de Crète ;
- Müsa, une cornemuse de l'Italie septentrionale ;
- Piva, de l'Italie du Nord ;
- Surdulina, de l'Italie du Sud proche de la zampogna ;
- Zampogna, polyphonique, italienne à double chanter et quatre bourdons.

### Pays germaniques, Europe centrale
- Bock, allemande
- Hümmelchen, allemande
- Marktsackpfeife, allemande
- German Smallpipe (Mittelalterliche Hümmelchen), allemande
- Sackpfeifen, germanique et suisse ;
- Sâkpäif, luxembourg
- Schäferpfeife, allemande ;
- Schweizer Sackpfeife (cornemuse Suisse) : en Suisse, la cornemuse était un instrument dans la musique traditionnelle du Moyen Âge au XVIIIe siècle.

### Pays d'Europe centrale et orientale
- Dudy, siesieńki, gajdy, polonaise ;
- Dudy, tchèque ;
- Gajdy, slovaque ;
- Dudy, Koza, polonaise et ukrainienne ;
- Matstsyanka, ukrainienne et biélorusse ; voir http://staryolsa.com/en/news/Early-instruments-of-Belarus-documentary-by-Zmicier-Sasnouski.html
- Shüvïr, cornemuse russe ;
- Duda, hongroise ;
- Dude, slovène
- Diple, Dude, croate.

### Péninsule ibérique
- Gaita (galicienne et asturienne) ;
- Gaita de foles (Portugal) ;
- sac de gemecs ou sac dels gemecs, dit aussi (suivant les lieux) la borrassa[6], la botella, la criatura verda, el bot, la cabreta, la manxa borrega, la marieta verda, la coixinera, etc. On le trouve dans toute la Catalogne, tant au nord qu'au sud des Pyrénées, ainsi qu'à Majorque où il prend le nom de ses xeremies[7].
- Gaita de boto, (Aragon)

### Royaume-Uni et Irlande

#### Angleterre
- Northumbrian smallpipes (Northumberland, nord-est d'Angleterre), appelée couramment small pipe ;

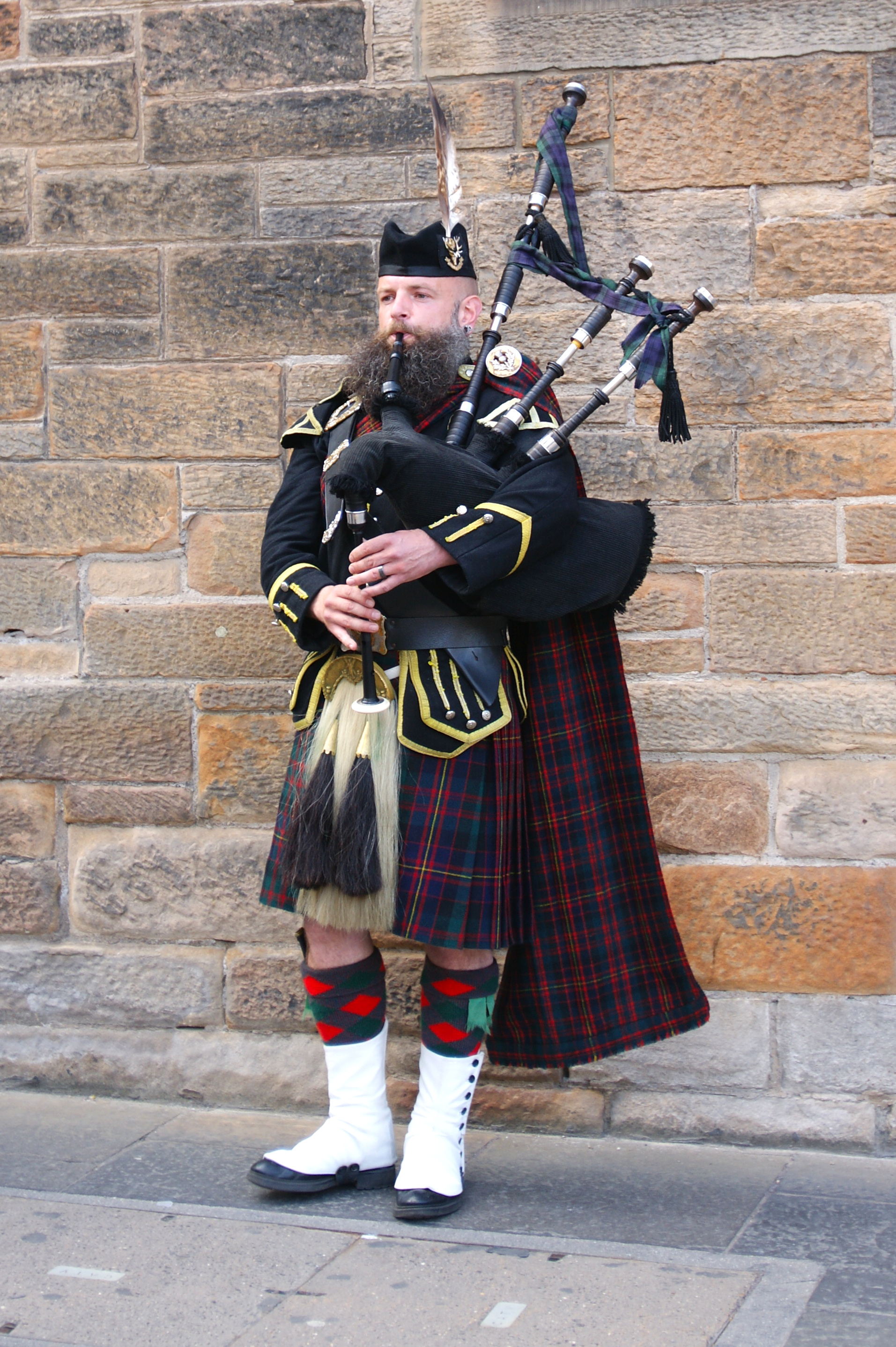
Joueur de grande cornemuse écossaise

#### Écosse
- Border pipe (écossaise), la cornemuse traditionnelle du Sud de l'Écosse et du Nord-Est d'Angleterre ;
- Great Highland Bagpipe (écossaise) ; c'est la cornemuse de guerre des régiments écossais de l'armée britannique et par extension des pipe-bands ;
- Scottish Smallpipe (Écosse), qui est une version du northumbrian pipe développée par Colin Ross, en utilisant le doigté de la grande cornemuse d'Écosse, dans les années 1980.

#### Irlande
- Uilleann pipes ou Union pipes (irlandaise), qui possède un jeu complexe de chalumeaux à clé, les régulateurs, au nombre de deux à cinq (trois sur un full set), et trois, parfois quatre, bourdons, dont une deux octaves sous la fondamentale du chalumeau ;
- War pipe (pib mhor, Irlande) voir Great Highland Bagpipe ;

### Scandinavie, Europe du Nord
- Säckpipa (Suède) ;
- Sekkepipe (Norvège) ;
- Sækkepibe (Danemark) ;
- Säkkipilli (Finlande) ;
- Torupill (Estonie) ;
- Ronvèders (Lettonie) ;
- Dudmaisis (Lituanie)

## La cornemuse dans la culture populaire
La cornemuse est l'instrument central du roman de fantasy Tuac Mac Gulan, l'Appel des cornemuses de Cédric d'O'Kerville, paru aux éditions Nestiveqnen en 2000.
Dans la saga de fantasy A comme Association, coécrite par Erik L'homme et Pierre Bottero, Jasper (l'un des héros) est joueur de cornemuse dans un groupe de rock médiéval.
Le chanteur Bon Scott du groupe AC DC joue de la cornemuse dans It's a long way to the top.